# Copa del Pacífico 2008
La Copa del Pacífico 2008, conocida en esa edición como Copa ACE Seguros del Pacífico por motivos publicitarios fue la quinta edición de la Copa del Pacífico, un torneo internacional de fútbol de carácter amistoso, disputado en la referida edición en el estadio George Capwell de Guayaquil.
El nombre de «ACE Seguros» se añadió en esta edición debido al patrocinio de la sección ecuatoriana de la compañía de seguros perteneciente al conglomerado estadounidense Chubb.
El partido de la final tuvo como asistente al presidente de la República de Ecuador, Rafael Correa, seguidor del Emelec, junto a otros 14.000 o 16.000 espectadores dependiendo del medio citado. Se incluye en estadísticas con las otras ediciones del torneo.

## Desarrollo
Los equipos participantes en esta edición fueron los ecuatorianos Club Sport Emelec y Liga Deportiva Universitaria de Quito; el club colombiano Once Caldas S. A. y el peruano Club Sporting Cristal.
La primera fase de semifinales se disputó el 27 de enero y la final el 30 de enero.

### Cuadrangular
|  | Semifinales         | Semifinales         |       |                     | Final               | Final |  |
|  |                     |                     |       |                     |                     |       |  |
|  |                     |                     |       |                     |                     |       |  |
|  | 27 de enero de 2008 |                     |       |                     |                     |       |  |
|  | Emelec (p.)         | 0 (5)               |       |                     |                     |       |  |
|  | Sporting Cristal    | 0 (3)               |       |                     |                     |       |  |
|  |                     |                     |       |                     |                     |       |  |
|  |                     |                     |       |                     | 30 de enero de 2008 |       |  |
|  |                     |                     |       |                     | Emelec              | 2 (3) |  |
|  |                     | Liga de Quito (p.)  | 2 (5) |                     |                     |       |  |
|  |                     |                     |       |                     |                     |       |  |
|  |                     |                     |       |                     |                     |       |  |
|  |                     |                     |       |                     | 3º puesto           |       |  |
|  | 27 de enero de 2008 | 27 de enero de 2008 |       | 30 de enero de 2008 | 30 de enero de 2008 |       |  |
|  | Liga de Quito       | 3                   |       | Sporting Cristal    | 0                   |       |  |
|  | Once Caldas         | 2                   |       |                     | Once Caldas         | 1     |  |

| Bandera de Ecuador    |
| Campeón Liga de Quito |

## Premios
El campeón del torneo, Liga de Quito se llevó además del trofeo un cheque de 20.000 dólares estadounidenses. El conjunto también ecuatoriano del Emelec se embolsó 10.000 dólares por su posición como subcampeón.